# Hh
Hh是一個二合字母，由兩個拉丁字母H組成。

## 發音

### 濁聲門擦音（[ɦ]）
在科薩語、祖魯語中，Hh用以表示濁聲門擦音（[ɦ]）。

### 清會厭擦音（[ʜ]）
在伊拉庫語中，Hh用以表示清會厭擦音（[ʜ]）。

## 參看
- H
- X
- Hx